# Power Blade 2
Power Blade 2 (Captain Saver в Японии) — видеоигра в жанре платформера, разработанная компанией Natsume, изданная Taito в 1992 году эксклюзивно для игровой консоли Nintendo Entertainment System. Является продолжением игры Power Blade. Так как оригинальная игра не выходила в Японии, Power Blade 2 был выпущен в этой стране под другим названием.

## Сюжет
Героем игры является офицер безопасности Нова. 24 декабря 2200 года компания Delta Foundation, занимающаяся разработкой оружия, создаёт нового солдата-киборга. Президенту США сообщают, что в случае, если правительство не приобретёт солдата в течение недели, он будет продан другому правительству. Для устранения угрозы Нова получает задание уничтожить Delta Foundation.

## Игровой процесс
Основным изменением по сравнению с первой частью игры стало появление четырёх костюмов, обладающих уникальными возможностями и получаемых при победе над драконами — промежуточными боссами уровней. Костюмы нужны для облегчения прохождения определённых частей уровней, но опытные игроки могут обойтись и без них.
«Newt Suit» (Костюм Тритона) — позволяет герою карабкаться по стенам и лазать по потолку. 

«Wet Suit» (Водный Костюм) — позволяет свободно плавать в воде. 

«Rocket Suit» (Ракетный Костюм) — позволяет летать. 

«Patriot Suit» (Костюм Патриотов) — имеет «патриотов» — крутящиеся шары, нейтрализующие любые выстрелы противника.
Всего в игре шесть уровней; первые четыре могут быть пройдены в любом порядке. В самих уровнях отсутствуют элементы нелинейности, присутствовавшие в первой части игры — уровни не имеют развилок.

## Отзывы
Игре был посвящён один из подробных обзоров в октябрьском номере журнала Nintendo Power за 1992 год, а также в сентябрьском номере журнала Electronic Gaming Monthly, в котором игра получила оценку 5.5/10.